# Epistemologia

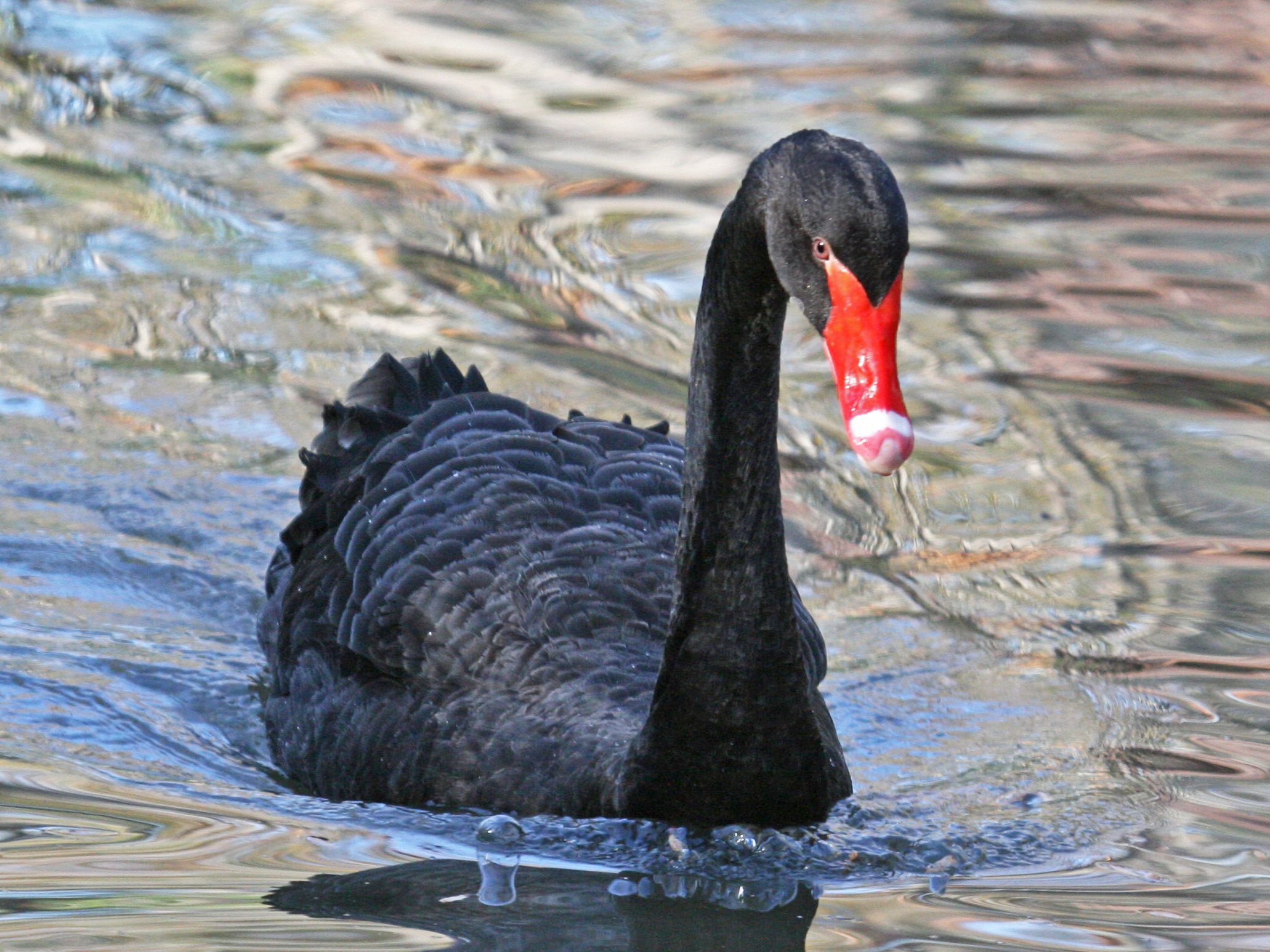
Il cigno nero simboleggia uno dei problemi storici dell'epistemologia, noto come problema dell'induzione: se tutti i cigni che abbiamo visto finora sono bianchi, possiamo credere che tutti i cigni sono bianchi?

L'epistemologia (dal greco antico ἐπιστήμη?, epistème, "conoscenza certa ossia scienza" e λόγος, logos, "discorso") è quella branca della filosofia che si occupa delle condizioni sotto le quali si può avere conoscenza scientifica e dei metodi per raggiungere tale conoscenza. L'epistemologia può essere considerata una parte della filosofia della scienza, la disciplina che oltre ai fondamenti e ai metodi delle diverse discipline scientifiche si occupa anche delle implicazioni filosofiche delle scoperte scientifiche.
Il termine, coniato nel 1854 dal filosofo scozzese James Frederick Ferrier, indica specificamente quella parte della gnoseologia che studia i fondamenti, la validità e i limiti della conoscenza scientifica. Nei paesi di lingua inglese il termine "epistemology" ha un significato più ampio ed è utilizzato come sinonimo di gnoseologia o teoria della conoscenza - la disciplina che si occupa dello studio della conoscenza in generale.

## Storia
Anche se l'indagine sulle possibilità di conoscenza del mondo fisico risale almeno ai filosofi presocratici, ragion per cui una forma di epistemologia può essere considerata presente fin dalle origini del pensiero filosofico, la sua nascita in quanto specifica branca di ricerca è ben posteriore allo sviluppo della conoscenza scientifica.

### L'empirismo
L'empirismo, generalmente visto come il cuore del moderno metodo scientifico – con il quale, tuttavia, non va confuso –, sostiene che le nostre teorie devono essere basate sull'osservazione del mondo piuttosto che sull'intuito o sulla fede. In altre parole, esso sostiene la ricerca empirica ed il ragionamento a posteriori, piuttosto che l'innatismo della conoscenza. Tra i filosofi riconducibili all'empirismo possiamo trovare :
- I precursori: Aristotele (384/383 a.C. – 322 a.C.), Tommaso d'Aquino (1225 – 1274) e Ruggero Bacone (1214 circa – 1294).
- Gli empiristi moderni: Francis Bacon (1561 – 1626), Thomas Hobbes (1588 – 1679), John Locke (1632 – 1704), George Berkeley (1685 – 1753) e David Hume (1711 – 1776).

Nel pensiero comune l'empirismo viene opposto al razionalismo. Ma si può iniziare, al giorno d'oggi, ad eccepire qualche eccezione. L'empirismo fonda la conoscenza dei fenomeni dalle esperienze sensibili (quindi le idee vengono fuori dell'in sé), mentre il razionalismo fonda la conoscenza sulle "idee innate". Quest'ultima scuola filosofica privilegia l'introspezione e il ragionamento deduttivo a priori, tuttavia una demarcazione netta tra empirismo e razionalismo non è più possibile: basti pensare che i filosofi si sono avvalsi dei due sistemi conoscitivi basandosi su entrambi. Come esempio può esser preso Immanuel Kant, che fu razionalista ma mutuò da Hume il metodo che lo ha portato a definire le due "critiche", della "ragion pratica" e della "ragion pura", dando vita al criticismo, in sostanza alla fusione di empirismo e razionalismo.
L'empirismo è stato un precursore del neopositivismo, noto anche come empirismo logico. I metodi empirici stanno tuttora dominando il pensiero scientifico. L'empirismo ha preparato la base per il metodo scientifico, visto in modo tradizionale come progresso scientifico tramite l'adattamento delle teorie.
Tuttavia teorie relativamente recenti come la meccanica quantistica o la teoria della relatività, almeno per come sono state esposte da Kuhn in "La struttura delle rivoluzioni scientifiche" hanno posto sfide significative all'empirismo come metodo di lavoro della scienza.
Alcuni sostengono che la meccanica quantistica abbia fornito un esemplare trionfo dell'empirismo: la capacità di scoprire anche leggi scientifiche contro-intuitive e la capacità di rimodellare le nostre teorie per includere tali leggi.

### Gli scienziati
Secondo quanto sostiene il filosofo Daniel Dennett: Non esiste scienza privata della filosofia, al massimo può esistere una scienza dove il bagaglio filosofico è stato portato a bordo senza alcun esame preliminare.
In altre parole, la distinzione tra filosofi e scienziati può essere arbitraria, almeno in questa fase dell'epistemologia.
Tra gli scienziati da ricordare ci sono almeno:
- Galileo (1564 -1642);
- Newton (1642 - 1727);
- Leibniz (1646 - 1716).

Fondamentale, da parte di Galileo, l'approccio matematico alla scienza. Tale approccio matematico alla descrizione del mondo consente di ragionare per modelli, essendo la descrizione matematica di un sistema fisico anche un suo modello, che diventa poi applicabile in nuovi campi, con un considerevole potenziale predittivo.

### Il "rasoio diOckham"
Il rasoio di Ockham  è una pietra di paragone della filosofia della scienza. Guglielmo di Ockham  suggerì che tra le diverse spiegazioni di un fenomeno naturale si dovesse preferire quella che non moltiplica enti inutili, detto in latino entia non sunt multiplicanda præter necessitatem.  Il frate inglese non formulò un'effettiva definizione di questo metodo scientifico, che si può intendere solo in correlazione alle teorie nominaliste e al rapporto personale tra Dio e gli individui nel pensiero francescano. L'utilizzo più evidente è nell'eliminazione delle cause seconde quali intermediari inutili tra la Causa Prima e gli individui. Al giorno d'oggi, comunque, si tende a definire la teoria del rasoio di Ockham come la scelta più semplice. Guglielmo di Ockham non suggeriva che essa sarebbe stata quella vera, né che sarebbe stata più vicina alla verità; si può però notare da un punto di vista storicistico che generalmente le teorie più semplici hanno superato un numero maggiore di verifiche rispetto a quelle più complesse. Il rasoio di Ockham è stato solitamente usato come una regola pratica per scegliere tra ipotesi che avessero la stessa capacità di spiegare uno o più fenomeni naturali osservati.
Siccome per ogni teoria esistono generalmente molteplici variazioni ugualmente coerenti con i dati, ma che in alcune circostanze predicono risultati molto differenti, il rasoio di Ockham è usato implicitamente in ogni istanza della ricerca scientifica. Consideriamo per esempio il famoso principio di Newton "A ogni azione corrisponde una reazione uguale e contraria": una teoria alternativa potrebbe essere "Per ogni azione c'è una reazione uguale e opposta, eccetto il 12 gennaio 2055, quando la reazione avrà metà intensità"; quest'aggiunta apparentemente assurda viola il principio di Ockham, perché è un'aggiunta gratuita, come pure farebbero infinite altre teorie alternative. Senza una regola come il rasoio di Ockham gli scienziati non avrebbero mai alcuna giustificazione pratica o filosofica per far prevalere una teoria sulle infinite concorrenti; la scienza perderebbe ogni potere predittivo.
Sebbene il rasoio di Ockham sia la regola di selezione tra teorie, non basata sull'evidenza, più ampiamente usata e filosoficamente comprensibile, ci sono oggi approcci matematici simili basati sulla teoria dell'informazione che bilanciano il potere esplicativo con la semplicità: uno di questi approcci è l'inferenza sulla minima lunghezza di descrizione.

#### Ockhame il falsificazionismo
Spesso si abusa del rasoio di Ockham, che viene citato anche dove non è applicabile: esso non dice che si deve sempre preferire la teoria più semplice, indipendentemente dalla sua capacità di spiegare i risultati (comprese eventuali eccezioni) o di render conto dei fenomeni in discussione. Il principio della falsificabilità richiede che ogni eccezione che possa essere riprodotta a volontà invalidi la teoria più semplice, e che la "nuova spiegazione più semplice" che possa effettivamente incorporare l'eccezione come parte della teoria debba essere preferita alla teoria precedente.

### Il problema dell'induzione

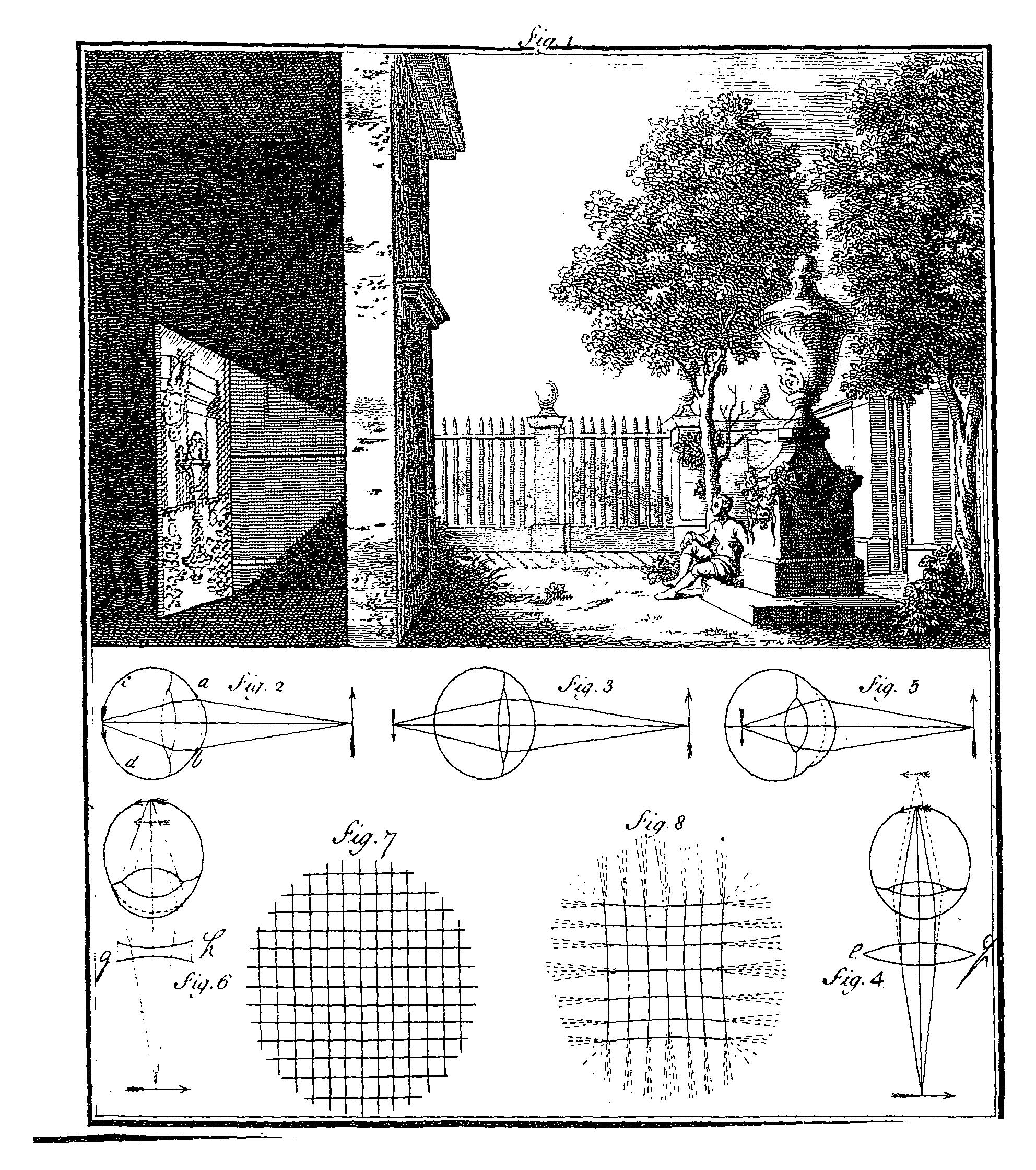
Elaborazione delle immagini nell'occhio, illustrazione di James Ayscough dal suo trattato A short account of the eye, and nature of vision (Londra, 1752)

Passando dall'approccio storico a quello più propriamente filosofico, uno dei problemi ricorrenti della filosofia della scienza, specialmente nei paesi anglosassoni, è il problema dell'induzione. Solitamente il problema viene esposto tramite l'esempio di David Hume in cui ogni osservazione di un corvo nero dovrebbe confermare la teoria che tutti i corvi sono neri. Ma come fanno delle osservazioni ripetute a diventare una teoria universalmente e temporalmente valida in senso assoluto?
Da alcuni punti di vista il problema è dibattuto ancora adesso; va però considerato il fatto che in filosofia della scienza si dà per scontato che esista un mondo reale e che esso sia conoscibile (ciò non vale per altre branche della filosofia).
Allora il problema dell'induzione ha a che vedere con il modo in cui osserviamo il mondo e ne traiamo insegnamenti. In una lunga tradizione, che va da Galileo fino a Imre Lakatos e Paul Feyerabend, ciò si traduce in uno studio del metodo scientifico, cioè delle modalità con cui costruiamo delle teorie capaci di spiegare gli eventi (e/o esperimenti) passati e di prevedere eventi futuri.
Se quindi si evita di focalizzare eccessivamente il problema dell'induzione, esso può anche essere visto come un problema di metodo.

### Il Positivismo
Nella prima metà dell'Ottocento nasce in Francia con Auguste Comte (1798-1857) il movimento filosofico e culturale del Positivismo, che darà anche origine alla sociologia. L'origine del termine positivismo è però dovuta a Henri de Saint-Simon, che lo usò per la prima volta nel 1822.
Da Comte derivò poi il positivismo evoluzionista in Inghilterra (Spencer).
Alcuni (per esempio Abbagnano) individuano nel positivismo una certa ingenuità con la sua fiducia nell'infallibilità della scienza, che potrebbe discendere da influssi idealistici. Altri lo vedono più come una metodologia che una disciplina filosofica. Certamente il positivismo nei decenni successivi ricevette feroci critiche, ma esercitò anche una lunga influenza, sia tramite l'empiriocriticismo di Mach che con il neopositivismo.
È opportuno chiarire che in Italia il positivismo di Comte viene considerato una corrente filosofica a tutti gli effetti, mentre nel mondo anglosassone esso viene visto come una corrente sociologica.

### L'Empiriocriticismo
L'Empiriocriticismo è sostanzialmente impersonato da Ernst Mach, anche se il termine fu coniato da Richard Avenarius (1843-1896) per designare una rivisitazione del positivismo che tende a diventarne una critica radicale.
In particolare Mach non concorda con i positivisti sulla possibilità di individuare scientificamente le strutture ultime della realtà. Per lui le leggi scientifiche non hanno valore assoluto. Anche il tempo è un'astrazione.
Il pensiero di Mach ebbe una profonda influenza sul Circolo di Vienna, sull'opera dello scrittore Robert Musil e su Albert Einstein.

### Il Neopositivismo
All'inizio del XX secolo il centro Europa è una grande fucina culturale, con abbondanti interscambi culturali tra persone di varia nazionalità e tra diverse discipline. In particolare Vienna è preminente per la qualità e la quantità di intrecci culturali.
In questo ambiente si sviluppa il positivismo logico. Con l'avvento del nazismo e le successive persecuzioni su base razziale, negli anni trenta molti intellettuali emigrano, portando ad un'ampia diffusione delle idee neopositiviste, che influenzeranno le filosofie successive (per esempio la filosofia analitica anglosassone).

#### Reichenbach e il circolo di Berlino
Più o meno negli stessi anni si sviluppa, grazie all'iniziativa di Hans Reichenbach, il Circolo di Berlino, il quale si occupa di tematiche analoghe a quelle del circolo di Vienna, ma con particolare attenzione alla causalità, alla statistica ed al potere predittivo della scienza.

### L'epistemologia comparata di Ludwik Fleck
Nel 1935 viene pubblicata la monografia di Ludwik Fleck intitolata Genesi e sviluppo di un fatto scientifico. Le sue teorie rimasero praticamente sconosciute, almeno finché non furono in parte riscoperte (nonché adottate e adattate) da Thomas Kuhn. È considerato un precursore nell'ambito della sociologia della scienza, avendo sviluppato una dottrina che egli stesso definì "teoria comparata della conoscenza" o "epistemologia comparata" (vergleichende Erkenntnistheorie), fondata su due concetti dal carattere spiccatamente sociale: lo "stile di pensiero" (SDP) e il "collettivo di pensiero" (CDP).
La conoscenza per Fleck non è determinata da un rapporto diretto fra un soggetto che osserva e un oggetto osservato, ma è mediata da un'altra struttura, che è lo "stile di pensiero".

### Il Costruttivismo
Il costruttivismo è una posizione filosofica (avente un impatto diretto sull'epistemologia) secondo la quale non ha senso perseguire una rappresentazione oggettiva della realtà, perché il mondo della nostra esperienza, il mondo in cui viviamo, è il risultato della nostra attività costruttrice.

### L'approccio contemporaneo
Sicuramente da ricordare il contributo di Ludovico Geymonat, filosofo e matematico italiano, che nel corso del XX secolo ha molto contribuito ad introdurre in Italia e ad approfondire concetti e teorie di filosofia della scienza. Geymonat tenne a Milano la prima cattedra italiana di filosofia della scienza a partire dal 1956.
Un personaggio di spicco dell'epistemologia contemporanea fu il filosofo austriaco Karl Popper. Il pensiero popperiano (falsificazionismo) può essere sintetizzato con una sua celebre affermazione: "Una teoria è scientifica nella misura in cui può essere smentita". Questa frase sintetizza in maniera estrema il criterio di demarcazione, che consente di discriminare tra le discipline scientifiche e quelle pseudo-scientifiche (quali, secondo Popper, la psicoanalisi ed il marxismo): mentre le prime si basano su affermazioni che possono sempre essere sottoposte, in linea di principio, a falsificazione empirica, le seconde sfuggono ad ogni tentativo di falsificazione.
Un fatto che i detrattori di Popper conoscono bene è che una teoria scientifica difficilmente viene abbandonata quando un esperimento la falsifica (la dimostra non valida). Semplicemente, si fa in modo di incorporare il risultato dell'esperimento in una nuova versione della teoria. Ciò avviene in particolar modo per le teorie che hanno già avuto un buon successo. La procedura può essere ripetuta più volte, in seguito a successivi risultati negativi, finché ad un certo punto la teoria non è più emendabile e serve un balzo concettuale per crearne una nuova. In tale ambito nasce anche la contrapposizione tra le cosiddette scienze dure (di tipo cumulativo) e scienze molli in base al metodo di ricerca utilizzato più o meno vicino al metodo galileiano.
All'epistemologia popperiana si contrappone in questo senso l'opera di Thomas Kuhn, che focalizza l'aspetto rivoluzionario delle scoperte scientifiche, ed al quale si deve l'introduzione all'interno del dibattito epistemologico dei concetti di scienza normale, rivoluzione scientifica e soprattutto di paradigma. In questo approccio il progredire della scienza non è più lineare, ma necessita ogni tanto di una rivoluzione scientifica cioè un rovesciamento delle concezioni metodologiche o un nuovo paradigma concettuale.
Qualcuno considera Popper abbondantemente sopravvalutato, tra cui Paul Feyerabend, appartenente alla "New Philosophy of Science" con Norwood Russell Hanson, Thomas Kuhn e Imre Lakatos. Feyerabend, che nel suo Dialogo sul metodo definisce Popper "un pedante", imposta il suo approccio all'epistemologia in modo più ampio, a partire dalla sua opera fondamentale (ma scritta in tono provocatorio) Contro il metodo. In tale libro, che propone "un anarchismo epistemologico", Feyerabend analizza e demolisce senza pietà le teorie di Popper, mostrando come la falsificazione non sia mai stata realmente applicata dagli scienziati. In aggiunta viene criticato l'approccio classico degli epistemologi, tendente a ricostruire a posteriori un metodo che in realtà (secondo lui) non esiste in senso assoluto, alla luce anche delle numerose scoperte casuali nella storia della scienza, sia pure molte su base sperimentale.
Feyerabend approfondisce le sue idee nelle opere successive, chiarendo che un metodo, se esiste, è ben più complesso di quanto illustrato da Popper, e che la validità del metodo è comunque legata alla storia. Praticamente, si associa il realismo al relativismo culturale.
L'approccio di Lakatos, per quanto eviti provocazioni, si distanzia nettamente da Popper quando dichiara che una teoria scientifica può essere falsificata solo da una nuova teoria, che includa la spiegazione dei fatti spiegati dalla teoria precedente, ma ampli la sua applicabilità a nuovi fenomeni.
Altri, alla falsificazione in toto popperiana contrappongono la teoria della confermabilità di Rudolf Carnap, con alcune modifiche: un esponente di tale linea di pensiero è Donald Gillies.
Tuttavia, il problema di fondo dell'epistemologia, oggi come al tempo di Hume, rimane quello dell'implicazione e dell'induzione: secondo la teoria della confermabilità, ogni cigno bianco conferma che i corvi sono neri, ossia ogni esempio non in contrasto con la teoria ne conferma una parte ({\displaystyle A\Rightarrow B=\lnot A\lor B}). Secondo quella della falsificabilità, invece, nessuna teoria è mai vera in quanto, mentre esiste solo un numero finito di esperimenti a favore, ne esiste teoricamente anche un numero infinito che potrebbe falsificarla.

### Posizione della scienza moderna
Per la scienza moderna il problema dell'induzione è relegato a problema prettamente filosofico in quanto le leggi fisiche sarebbero valide in senso assoluto per induzione fino a prova contraria ovvero fino a che nuove evidenze sperimentali non ne mettano in dubbio la validità. A questo punto nuove leggi più universali vengono ricercate dando alla scienza il suo carattere di conoscenza cumulativa e in continuo divenire.